# Reddyanus aareyensis
Espèce
Synonymes
- Lychas aareyensis Mirza & Sanap, 2010

Reddyanus aareyensis est une espèce de scorpions de la famille des Buthidae.

## Distribution
Cette espèce est endémique du Maharashtra en Inde. Elle se rencontre vers Bombay.

## Description
La femelle holotype mesure 31,65 mm, les femelles mesurent de 27,19 à 31,65 mm.

## Systématique et taxinomie
Cette espèce a été décrite sous le protonyme Lychas aareyensis par en Mirza & Sanap, 2010. Elle est placée dans le genre Reddyanus par Mirza en 2020.

## Étymologie
Son nom d'espèce, composé de aarey et du suffixe latin -ensis, « qui vit dans, qui habite », lui a été donné en référence au lieu de sa découverte, Aarey.

## Publication originale
- Mirza & Sanap, 2010 : « Description of a new species of scorpion of the genus Lychas C.L. Koch, 1845 (Scorpiones: Buthidae) from Maharashtra, India. » Journal of Threatened Taxa, vol. 2, no 4, p. 789-796 (texte intégral).